# Gaz olejowy
Gaz olejowy – gaz palny o wysokiej wartości opałowej (10–12 tys. kcal/Nm3), otrzymywany przez rozkład cieplny tzw. oleju gazowego, tj. frakcji ropy naftowej wrzącej w temp. 250–360 °C, lub innych olejów. Jest stosowany do nawęglania gazu wodnego.